# Susjanka
Susjanka (ryska: Сушанка) är ett vattendrag i Belarus.   Det ligger i voblasten Mahiljoŭs voblast, i den centrala delen av landet, 130 km öster om huvudstaden Minsk.
I omgivningarna runt Susjanka växer i huvudsak blandskog. Runt Susjanka är det glesbefolkat, med 12 invånare per kvadratkilometer.